# TOI-2202
TOI-2202とは、地球から約236パーセク離れた場所に位置する恒星である。TOI-2202のスペクトル分類はK8Vであり、太陽質量の約0.82倍、太陽半径の約0.79倍を持つ。
| 太陽 | TOI-2202  |
| ---- | --------- |
| 太陽 | Exoplanet |

## 惑星系
| 名称 （恒星に近い順） | 質量                    | 軌道長半径 （天文単位）  | 公転周期 (日)          | 軌道離心率            | 軌道傾斜角     | 半径                 |
| --------------------- | ----------------------- | ------------------------ | ---------------------- | --------------------- | -------------- | -------------------- |
| b                     | 0.978+0.0630 −0.0588 MJ | 0.09564+0.00156 −0.00161 | 11.9101+0.0022 −0.0036 | 0.0420+0.0255 −0.0075 | 88.4+0.6 −3.3° | 1.01+0.522 −0.080 RJ |
| c                     | 0.369+0.103 −0.0836 MJ  | 0.15544+0.00255 −0.00263 | 24.6744+0.0258 −0.0339 | 0.0622+0.0452 −0.0211 | 84.7+2.4 −2.9° | —                    |

TOI-2202には2つの木星型惑星が周囲を公転していることが知られている。惑星候補「TOI-2202.01」は2020年9月18日にTESS object of interestに追加された。公転周期が約11.9日の内側の惑星TOI-2202 bはTESSによるトランジット法を用いた観測で発見され、地上からのフォローアップ観測によって確認された。公転周期が約24.7日の外側の惑星TOI-2202 cはトランジットタイミング変化法（TTV法）によって発見された。最初はbのみが惑星候補とされていたが、TTVによりトランジットを起こさない巨大な惑星の存在が予測された。また、ドップラー分光法を用いた観測も行われた。この発見を示す論文は2021年8月11日にarXivに投稿された。このような温度の高い木星型惑星が2つ存在する惑星系は現在まれであり、このような惑星系の形成や進化についてはよくわかっていない。